# Dán Sándor
Dán Sándor, 1947-ig Dickman (Felsőjózsa, 1911. január 25. – Debrecen, 1973. október 28.) orvos, biokémikus, belgyógyász, egyetemi tanár, az orvostudományok kandidátusa (1957).

## Élete
Dickman Vilmos (1871–1950) kocsmáros és Braun Gizella gyermekeként született zsidó családban. Tanulmányait a debreceni Tisza István Tudományegyetem kémia–fizika szakán végezte 1929 és 1931 között, majd az orvostudományi karon tanult 1931 és 1936 között. 1936-ban szerezte meg általános orvosi oklevelét. 1936–1937-ben az egyetem Orvosi Vegytani Intézetében, majd 1937–1939-ben a Belgyógyászati Klinikán gyakornokoskodott. 1939 és 1941 között magángyakorlatot folytatott. 1943–1944-ben a komáromi Városi Kórház sebészeti osztály dolgozott segédorvosként és közben munkaszolgálatot is teljesített. 1944–1945-ben a Debreceni Tudományegyetemen, illetve a Debreceni Orvostudományi Egyetem Belgyógyászati Klinikáján volt gyakornok. A háború utolsó évében belgyógyász szakorvosi vizsgát tett. 1945–1949-ben egyetemi tanársegéd és osztályvezető, 1949–1952-ben osztályvezető egyetemi adjunktus volt. 1952 és 1954 között a Debreceni Orvostudományi Egyetem Kórélettani Intézetének egyetemi docenseként, 1954 és 1968 között a II. számú Belgyógyászati Klinika egyetemi docenseként működött. 1968. október 25-én A májdiagnosztika gyakorlati és elméleti problémái címmel tartotta meg tanszékfoglaló előadását mint a II. számú Belgyógyászati Klinikára kinevezett egyetemi tanár. 1966–1967-ben az I. számú Belgyógyászati Klinika megbízott igazgatói tisztségét is betöltötte. 1957-ben az orvostudományok kandidátusa lett. Kórélettannal, vesebetegségekkel és krónikus májbajokkal foglalkozott. A világon elsőként alkalmazott, desztilláció nélküli maradéknitrogén-meghatározást róla nevezték el. Nevéhez fűződik a Kelet-magyarországi Belgyógyász Szakcsoport megszervezése.
Felesége Braun Irén volt, Braun Henrik és Rácz Anna lánya, akivel 1942. május 19-én Debrecenben kötött házasságot.
Nyughelye a debreceni Nagyerdei Központi Temetőben található. 2003 óta védett.

## Tagságai
- A Magyar Belgyógyász Társaság,
- A Magyar Immunológusok Társasága,
- A Magyar Gasztroenterológusok Társasága,
- A Magyar Klinikai Immunológiai Társaság és
- A Korányi Sándor Társaság vezetőségi tagja.

## Díjai, elismerései
- Kiváló orvos (1952)

## Főbb művei
- A nicotin anyagcseréje az emberi szervezetben (egyetemi pályamunka, Debrecen, 1932)
- A debreceni kiütéses typhusjárvány. Keller Ferenccel. (Népegészségügy, 1946)
- Destillatio nélküli jodometriás maradék-nitrogén meghatározás (Orvosok Lapja, 1946)
- Jodometrische Methoden zur Bestimmung stickstoffhaltiger Stoffe in der Klinik. Braun Magdával. 1–4. (Wiener Zeitschrift für innerische Medizine, 1948)
- A kiütéses typhus allergiás vonatkozásai (Orvosok Lapja, 1948)
- A serum alkali phosphatase tartalmának diagnosztikai jelentősége májbetegségekben. Ablonczy Pállal. (Orvosi Hetilap, 1950. 7.)
- Adatok a Filatov-szövetimplantációs kezelés mechanizmusához. Többekkel. (Orvosi Hetilap, 1950. 9.)
- Esterase vizsgálatok pemphigus és dermatitis herpetiformis Duhring eseteiben. Simon Miklóssal. (Bőrgyógyászati és Venerológiai Szemle, 1954)
- Adatok a máj funkcionális diagnosztikájának gyakorlati és elméleti problémáihoz. Kandidátusi értekezés (Debrecen, 1956)
- Quantitative Determination of Serum Peptonase. Its Diagnostic Value. Nagy Sándorral, Tóth Józseffel. (Acta Medica, 1959)
- A post partum obesitas Gracidin kezelése. Krisztinicz Ivánnal, Leövey Andrással. (Magyar Belorvosi Archívum, 1961)
- A klinikai enzimvizsgálatok gyakorlati és elméleti jelentősége (Orvosképzés, 1962)
- Symptomás agranulocytosis lymphogranulomatosisban. Deli Lászlóval, Dévényi Istvánnal. (Orvosi Hetilap, 1963. 10.)
- Az orvostanhallgatók klinikai, illetve kórházi-belgyógyászati gyakorlatának kérdései (Felsőoktatási Szemle, 1968)
- A felnőttkori lactose intoleranciáról. Demény Péterrel. (Orvosi Hetilap, 1968. 12.)
- Adatok a heveny hepatitis utókövetkezményeinek kérdéseihez. Többekkel. (Orvosi Hetilap, 1973. 35.)
- Oralis anticoncipiens által provokált porphyria cutanea tarda. Többekkel. (Orvosi Hetilap, 1973. 50.)
- Különböző módszerekkel végzett HBsAg-meghatározás heveny vírus-hepatitisen átesett gondozottakon (Az orvostudomány aktuális problémái. 25. Australia-antigen konferencia. Budapest, 1976).